# Pandémie de Covid-19 en Zambie
La pandémie de Covid-19 en Zambie démarre officiellement le 18 mars 2020. À la date du 24 octobre 2022, le bilan est de 4 017 morts.

## Chronologie
La barre des 10 cas a été atteinte le 25 mars 2020 ; celle des 100 cas le 29 avril ; celle des 1 000 cas le 27 mai ; celle des 10 000 cas le 18 août 2020 ; et celle des 100 000 cas le 6 juin 2021.
Le premier décès est intervenu le 2 avril 2020 ; le 10ème le 8 juin ; le 100ème le 17 juillet ; et le 1 000ème le 19 février 2021.

## Statistiques

Nombre de cas en Zambie depuis le début de l'épidémie.

Nombre de morts en Zambie depuis le début de l'épidémie.